# BK Děčín
O Basketbalový klub Děčín S.R.O. (em português:  Basquetebol Clube Děčín), conhecido também como BK Armex Děčín por razões de patrocinadores, é um clube de basquetebol baseado em Děčín, República Checa que atualmente disputa a NBL e a Copa Alpe Ádria. Manda seus jogos no Armex Sportcentrum com capacidade para 1.200 espectadores.

## Histórico de Temporadas
| Temporada | Nível | Liga | Pos. | J     | PL  | Resultado         | Copa Checa | Competições internacionais |
| --------- | ----- | ---- | ---- | ----- | --- | ----------------- | ---------- | -------------------------- |
| 2010-11   | 1     | NBL  | 4    | 4-6   | 3-4 | Semifinais        | Semifinais | -                          |
| 2011-12   | 1     | NBL  | 3    | 25-11 | 5-3 | Semifinalista     | Finalista  | -                          |
| 2012-13   | 1     | NBL  | 4    | 19-15 | 2-3 | Quartas de finais |            | -                          |
| 2013-14   | 1     | NBL  | 5    | 23-16 | 2-3 | Quartas de finais |            | -                          |
| 2014-15   | 1     | NBL  | 2    | 32-10 | 6-5 | Finalista         | Finalista  | -                          |
| 2015-16   | 1     | NBL  | 2    | 30-11 | 6-5 | Finalista         | Finalista  | -                          |
| 2016-17   | 1     | NBL  | 3    | 18-15 | 8-4 | Finalista         |            | R Alpe Ádria TR            |
| 2017-18   | 1     | NBL  | 4    | 17-15 | 2-4 | Quartas de finais |            | R Alpe Ádria QF            |
| 2018-19   | 1     | NBL  | 3    | 20-16 | 8-8 | Finalista         |            | R Alpe Ádria TR            |

fonte:eurobasket.com